# گوارمان
گُوآرُمان (به اسپانیایی: Guarromán) یکی از دهستان‌های استان خائن در کشور اسپانیا است. این شهر با مساحت ۹۶ کیلومتر مربع، ۲۹۳۶ تن جمعیت دارد.